# Ганковский, Юрий Владимирович
Ю́рий Влади́мирович Ганко́вский (6 апреля 1921, Харьков, Украинская ССР — 7 сентября 2001, Москва, Российская Федерация) — советский учёный, востоковед, историк стран Южной Азии и Среднего Востока, профессор (1965), доктор исторических наук (1966), преподаватель Военного института иностранных языков, заведующий отделом стран Ближнего и Среднего Востока Института востоковедения Академии наук СССР. Известен своими исследованиями по Пакистану.

## Биография
Родился 6 апреля 1921 года в городе Харькове Украинской ССР.
В 1942 году окончил отделение Востока исторического факультета МГУ.
Во время Великой Отечественной войны в 1942 году был мобилизован в ряды Красной армии. Награждён орденами и медалями.
В мае 1947 года был репрессирован по ложному обвинению. 6 декабря 1947 года осуждён на 8 лет, срок отбывал в Казахстане. В июне 1956 года был полностью реабилитирован. В том же году поступил в аспирантуру Института востоковедения Академии наук СССР.
В 1958 году защитил диссертацию на соискание учёной степени кандидата исторических наук на тему «Очерки государственного строя и военной системы державы Дуррани (1747—1819)».
В 1965 году утверждён в звании профессора, через год успешно защитил докторскую диссертацию на тему «Национальный вопрос и национальное движения в Пакистане».
В разное время в Институте востоковедения Академии наук СССР работал учёным секретарём, руководил Отделом Пакистана и Бангладеш, Отделом стран Ближнего и Среднего Востока. Возглавлял группу «Энциклопедия Азии».
Сфера его научных интересов лежала в области изучения стран Южной Азии и Среднего Востока. Стал одним из первых учёных по пакистановедению.
Написал более 400 печатных научных трудов, многие из которых опубликованы за рубежом на 15 языках народов мира. Среди его учеников 36 человек стали кандидатами и докторами наук, впоследствии ими во многих городах страны были созданы центры по изучению Пакистана.
Скончался 7 сентября 2001 года в Москве. Похоронен на Востряковском кладбище в Москве.